# Bruksvallarna
Bruksvallarna is een plaats in de Zweedse gemeente Härjedalen in het gelijknamige landschap en de provincie Jämtlands län. De plaats heeft 66 inwoners (2005) en een oppervlakte van 11 hectare. De plaats ligt aan de rivier de Ljusnan en op circa anderhalf kilometer ten westen van een plaats begint een bergketen, waarvan de hoogste toppen ongeveer 1.200 meter boven de zeespiegel liggen. De plaats zelf ligt op ongeveer 650 meter boven de zeespiegel.

## Sport
Het resort is een centrum voor langlaufen. De relatief grote hoogte boven zeeniveau (720 meter), zorgt voor een lang skiseizoen en het resort is populair voor de training van het Zweedse nationale team. De langlaufwedstrijd Bruksvallsloppet wordt meestal midden november beslecht en het seizoen eindigt met de Fjälltoploppet in april.
Bruksvallarna is meermaals het uitgangspunt geweest voor de orienteringswedstrijd Fjällorienteringen.